# Горный журнал
«Горный журнал» — старейшее (основан в 1825 году) российское периодическое издание в области горного дела и горных наук. Журнал быстро завоевал авторитет среди отечественных специалистов, получил признание за рубежом. Журнал носил энциклопедический и новостной характер, журнал отражал все три сферы горнозаводской деятельности: геологические науки, горное дело, металлургию.
Современный журнал выпускается Издательским домом «Руда и Металлы».

## История

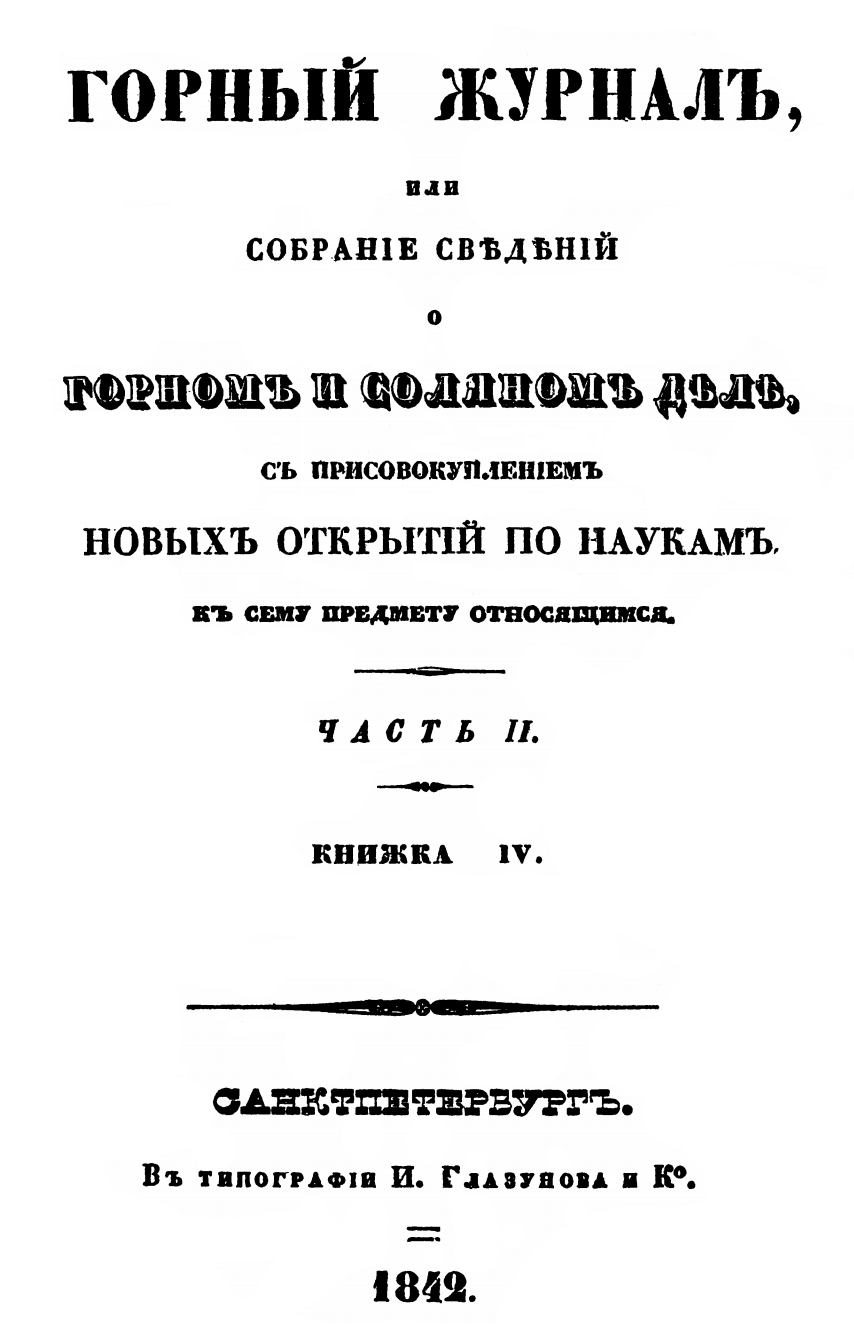
Горный журнал, 1842

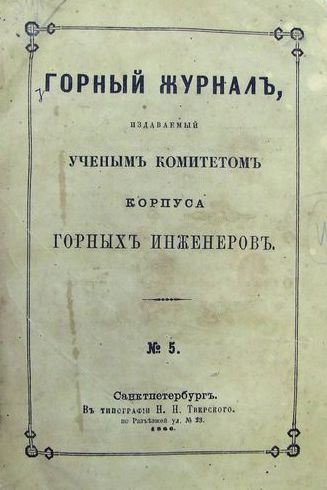
Горный журнал, 1866

«Горный журнал» был основан в 1825 году по указу Александра I как издание Горного учёного комитета. Тогда он назывался Горный журнал, или собрание сведений о горном и соляном деле с присовокуплением новых открытий по наукам, к сему предмету относящимся. 
«Горный журнал» состоял из десяти отделений: 1) горные законоположения; 2) минералогия; 3) химия; 4) горное дело; 5) заводское дело; 6) монетное дело; 7) соляное дело; 8) всеобщая горная и соляная библиография; 9) биографические известия; 10) некрологи и смесь. Из своих членов Учёный комитет избирал десять редакторов — для каждого из отделений журнала. Редакторов обязывали рассматривать работы, поступающие в Учёный комитет, составлять о них мнения и выносить на рассмотрение комитета. В помощь редакторам назначались помощники из числа горных инженеров. За свою работы редакторы и их помощники вознаграждений не получали.
В первое время журнал печатался в Военной типографии Главного штаба Его Императорского величества. Большую роль в становлении и развитии журнала играл полковник Корпуса горных инженеров и профессор Санкт-Петербургского университета Д. И. Соколов. Журнал пользовался большим успехом за рубежом. В 1840 году вышел пятитомный сборник избранных оригинальных статей из «Горного журнала» на французском языке за 1835—1839 год — «Annuaire du Journal des Mines de Russe».
До 1918 года «Горный журнал» при финансовой поддержке государства издавался в Санкт-Петербурге на базе Горного кадетского корпуса, преобразованного затем в Санкт-Петербургский горный институт.
Октябрьская революция и начавшаяся Гражданская война в России прервали налаженное издание журнала. Его редакцию эвакуировали в Москву, где журнал под изменённым названием («Известия горного отдела ВСНХ») выходил до конца 1918 года. Затем наступил перерыв в выпуске журнала до мая 1920 года. До 1922 года журнал выходил  под названием «Горное дело», а в 1922 году журналу возвратили прежнее название. «Горный журнал» сыграл большую роль в индустриализации страны, в развитии горной промышленности.
В 1939 году журнал стал печатным органом двух Наркоматов СССР — чёрной и цветной металлургии, в связи с чем он приобрёл и сохранил до сих пор горнорудный профиль. На базе «Горного журнала» стали возникать специализированные периодические издания: «Уголь» (1925), «Цветные металлы» (1930), «Сталь» (1931), «Нефтяное хозяйство» (1920) и др.
Второй перерыв в выпуске «Горного журнала» произошёл во время Великой Отечественной войны (1942—1943), но сразу после возобновления выпуска в 1944 году журнал своими публикациями мобилизовал горняков на обеспечение страны минеральным сырьём, необходимым для победы. В послевоенный период деятельность авторского коллектива и редакции журнала способствовала скорейшему восстановлению разрушенных предприятий и налаживанию устойчивой работы горнодобывающих отраслей народного хозяйства. С начала 1960-х годов «Горный журнал» стал больше внимания уделять вопросам научно-технического прогресса в горной промышленности. Стали практиковаться тематические подборки статей по актуальным проблемам горного дела: внедрению циклично-поточной технологии на карьерах и безлюдной выемки в шахтах, опасным геомеханическим явлениям при ведении горных работ, автоматизации технологических процессов и управления ими, научной организации труда и др. Широко освещался передовой опыт горных предприятий.

## Награды
- В 1975 году за заслуги в пропаганде научно-технических знаний в горном деле и в связи со 150-летием «Горный журнал» был награждён орденом Трудового Красного Знамени.

## «Горный журнал» сегодня
Трудный период в своей истории вместе со всей страной журнал пережил в начале 1990-х годов, пока после ряда реорганизаций не перешёл в издательство «Руда и Металлы». Благодаря этому окрепла финансовая база «Горного журнала», резко повысился его полиграфический уровень.
Расширились международные связи журнала, ему придан статус базового печатного органа Межправительственного совета стран СНГ по разведке, использованию и охране недр. В рамках этого статуса с 2001 года выпускаются тематические номера «Горного журнала» по горной промышленности государств Содружества. Этой формой информационного обслуживания охвачено девять стран СНГ: Казахстан, Узбекистан, Киргизия, Таджикистан, Армения, Белоруссия, Россия, Грузия и Украина. Кроме этого в регулярных номерах журнала публикуются подборки статей по отдельным предприятиям этих стран, особенно в связи с юбилейными датами в их деятельности.
С 2003 года стало выходить англоязычное издание «Горного журнала» под названием Eurasian Mining.
В настоящее время тематика журнала охватывает все аспекты разработки месторождений твёрдых полезных ископаемых: от правовых вопросов недропользования до охраны окружающей среды и подготовки кадров для горной промышленности. Эту тематику перекрывают 22 кафедры горных вузов.
По решению ВАК Министерства образования и науки РФ журнал включён в «Перечень ведущих рецензируемых научных журналов и изданий, в которых должны быть опубликованы основные научные результаты диссертаций на соискание ученой степени доктора и кандидата наук» по разработке месторождений твёрдых полезных ископаемых, экономике и энергетике.
Журнал сотрудничает с такими авторитетными европейскими изданиями горного профиля, как «The Mining» и «Journal Mining Magazine».

## Тематические разделы журнала
- Наука и промышленность;
- Правовое регулирование в сфере недропользования;
- Из опыта работы горных предприятий и организаций;
- Международное сотрудничество;
- Теория и практика производства;
- Сырьевая база;
- Физика и механика горных пород;
- Проектирование и строительство предприятий;
- Экономика, организация и управление;
- Разработка месторождений;
- Горно-строительные работы;
- Переработка и комплексное использование минерального сырья;
- Оборудование и материалы;
- Маркшейдерское дело;
- Энергетическое хозяйство, автоматизация;
- Промышленная безопасность и охрана труда;
- Охрана окружающей среды;
- Подготовка кадров;
- Краткие сообщения;
- За рубежом;
- История горного дела. культура;
- Общая информация

## Сотрудники

### Главные редакторы
- Следзюк, Павел Евдокимович
- 1958-1965 Фёдоров, Василий Фёдорович
- Пучков, Лев Александрович
- Воробьев, Александр Григорьевич

## См. также

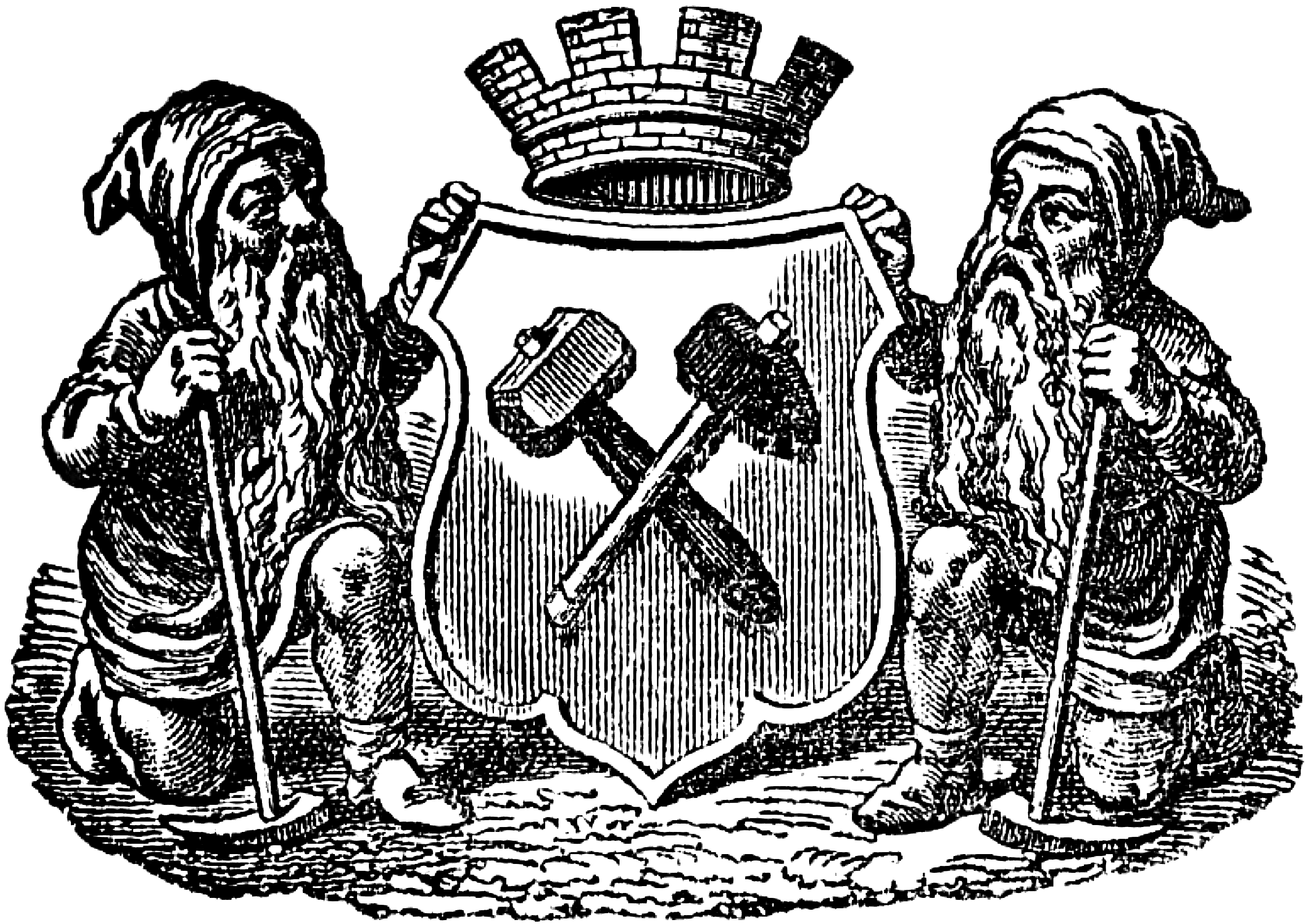
Эмблема горного журнала с 1875 г.